# قائمة الزلازل في تايوان
هذه قائمة بالزلازل في تايوان

## زلزال 25 يناير 1975
زلزال تايوان، 25 يناير 1975 -، أصلا زلزالين متالين بقوة 7.5 و 7.0. قتل طالب كلية بسبب صخرة سقطت من منحدر في شرق تايوان. الهزات، إفترقتا بحوالي الساعة والنصف، كسرتا النوافذَ في تيايتونغ Tiaitung. خمسة منازل دمرت وبعض الأضرارِ أصابات الطرق السريعة. الزلزال الأول والأكبر شعر به في جزر ريوكيو اليابانية Ryukyu، وفي هونغ كونغ 470 ميل غرب المركزِ، ولوزون Luzon، جزر فلبينية، والتي تبعد أكثر من 300 ميلِ جنوبا. حدد مركز الزلازل تقريبا 75 ميل داخل البحر بعيدا عن الشاطئ، وهذا إدى إلى أضرار خفيفة نسبيا.